# Малборгето-Валбруна
Малборгѐто-Валбру̀на (на италиански: Malborghetto-Valbruna; на фриулски: Malborghet e Valbrune, Малборгет е Валбруне, на немски: Malborgeth-Wolfsbach, Малборгет-Волфсбах, на словенски: Naborjet-Ovčja vas, Наборйет-Овчя вас) е община в Северна Италия, провинция Удине, автономен регион Фриули-Венеция Джулия. Разположена е на 721 m надморска височина. Населението на общината е 965 души (към 2010 г.).
Административен център на общината е село Малборгето (Malborghetto). В общинската територия се говорят и италианският и фриулският и словенският и немският език и всички имат официален статус на общинско ниво.